# Wiesław Czapiewski
Wiesław Krzysztof Czapiewski (ur. 27 marca 1960, zm. 19 października 2019) – polski trener lekkoatletyczny.
W młodości uprawiał lekkoatletykę jako zawodnik Zawiszy Bydgoszcz, jego rekord życiowy w dziesięcioboju wynosi 7533, w biegu na 110 m ppł – 14,65. Na mistrzostwach Polski seniorów najlepsze miejsce w dziesięcioboju zajął w 1987, kiedy był piąty, w 1984 i 1986 zajmował w tej konkurencji szóste, w 1985 – siódme miejsce.
Podjął pracę szkoleniowca lekkoatletyki w klubie Zawisza Bydgoszcz. Zostawał trenerem lekkoatletów: Sebastiana Chmary, Artura Kohutka, Dominika Bochenka, Pawła Wojciechowskiego, Adrianny Sułek oraz swojego syna Szymona Czapiewskiego. W 2009 został po raz drugi szkoleniowcem kadry Polski w siedmioboju.
Postanowieniem prezydenta Andrzeja Dudy z 6 listopada 2015 został odznaczony Krzyżem Kawalerskim Orderu Odrodzenia Polski za wybitne zasługi dla rozwoju kultury fizycznej, za osiągnięcia w pracy trenerskiej). Został wybrany najlepszym trenerem roku 2015 w plebiscycie czytelników „Expressu Bydgoskiego” oraz decyzją Dowództwa Generalnego Rodzajów Sił Zbrojnych i portalu www.polska-zbrojna.pl został wybrany trenerem roku 2015 w Wojsku Polskim  najlepszych sportowców Wojska Polskiego (był żołnierzem WP w stopniu majora).